# Battaglia di Campomorto (1061)
La battaglia di Campomorto fu un episodio militare avvenuto il 24 maggio 1061 tra le milizie di Milano e Lodi e quelle di Pavia.

## Antefatti
Sin dal VI secolo Pavia era stata la capitale del Regno longobardo e dopo la sua caduta per opera di Carlo Magno, quella del Regno d'Italia. Milano era però stata capitale dell'Impero Romano d'Occidente dal 286 al 402 e sin dalla prima epoca imperiale era la città più grande e popolosa della Gallia Cisalpina nonché il suo centro religioso. In seguito alla distruzione seguita al terribile assedio dei Goti del 538-539, Milano era progressivamente risorta e nel corso dell'XI secolo si era imposta sempre più quale città dominante della Lombardia. 
Nel 1035 Pavia aveva approfittato la guerra civile insorta tra i nobili e i valvassori milanesi schierandosi con questi ultimi e con le città di Lodi e Cremona, al fine di indebolire la città rivale. Lo scontro tra i due schieramenti si verificò nella primavera del 1036 con la battaglia di Campomalo che ebbe però esito incerto.
Tra il 1045 e il 1059 Milano fu nuovamente dilaniata da una guerra civile, che questa volta opponeva gran parte del clero, guidato dall'arcivescovo Guido da Velate e da tempo macchiatosi di simonia e nicolaismo, ai patarini, capeggiati da Arialdo e Landolfo Cotta, supportati da Anselmo da Baggio e appoggiati dal popolo, che intendevano eliminare questa corruzione morale promuovendo il rispetto della dottrina cristiana. Nel 1059 Pavia, sapendo di avere forze nettamente inferiori a quelle milanesi, assoldò un certo numero di mercenari con il quale prese a devastare le campagne della città rivale.
I milanesi allora strinsero un'alleanza con i lodigiani e dopo aver radunato la milizia cittadina la divisero in due eserciti: il primo, guidato dall'arcivescovo, avrebbe marciato su Treviglio e quindi su Palazzo Pignano (Palasio o Parasio), che era il centro di un contado rurale e si era schierata con il nemico, l'altro, guidato da Boschino Mantegazza, si sarebbe scontrato con i pavesi.
L'esercito guidato dall'arcivescovo assediò e in breve tempo catturò Palazzo Pignano, che venne data alle fiamme; gli abitanti si rifugiarono a Crema e a Treviglio.

## Battaglia
Il 24 maggio 1061 l'esercito milanese giunse in vista di quello pavese presso Campomorto, oggi frazione di Siziano. Ordinate le schiere ed alzate le insegne, i due eserciti si scontrarono nei campi attorno al borgo. Dopo diverse ore di battaglia, i pavesi si ritirarono inseguiti dai milanesi. Fu a questo punto che i mercenari e gli alleati dei pavesi entrarono nella mischia e per diverso tempo l'esito della battaglia restò in bilico, finché infine i pavesi si ritirarono e i milanesi, pare, restarono padroni del campo.

## Conseguenze
Entrambi gli schieramenti subirono pesanti perdite, in particolare il cronista Arnolfo afferma che caddero molti nobili cavalieri da entrambe le parti. 
L'esito della battaglia pose temporaneamente fine alle ostilità tra pavesi e milanesi e non fece che confermare la denominazione sinistra del luogo, già presente sin dai tempi antichi. In memoria dell'evento venne eretta una chiesa, forse da parte di Boschino Mantegazza, comandante dell'esercito milanese, da identificarsi con Santa Maria Assunta in Campomorto, il cui giuspatronato fu in seguito sempre mantenuto dalla stessa famiglia.